# Anna Sabine af Slesvig-Holsten-Sønderborg
Anna Sabine af Slesvig-Holsten-Sønderborg (7. marts 1593 – 18. juli 1659) var en dansk-tysk prinsesse, der var hertuginde af Württemberg-Weiltingen fra 1618 til 1635. Hun var datter af hertug Hans den Yngre af Slesvig-Holsten-Sønderborg og blev gift med hertug Julius Frederik af Württemberg-Weiltingen.

## Biografi
Anna Sabine blev født den 7. marts 1593 i Sønderborg som det sekstende barn og ottende datter af hertug Hans den Yngre af Slesvig-Holsten-Sønderborg i hans andet ægteskab med Agnes Hedvig af Anhalt.
Hun blev gift den 24. november 1617 i Sønderborg med hertug Julius Frederik af Württemberg-Weiltingen. De fik ni børn.
Efter Slaget ved Nördlingen i 1634 flygtede Julius Frederik med sin familie til Strassburg, hvor han døde året efter. Hertuginde Anna Sabine overlevede sin mand med 24 år og døde den 18. juli 1659 i Leonberg.